# Antonio Hernández Gallegos
Antonio Hernández Gallegos (Hacienda "El Lobo", Zacatecas, 4 de junio de 1912 - San Luis Potosí, San Luis Potosí 21 de octubre de 1973). Fue un Obispo mexicano, nombrado IX Obispo de Tabasco el 18 de marzo de 1967 en sustitución de Mons. José de Jesús del Valle y Navarro, permaneciéndo al frente de la Diócesis de Tabasco un período de 6 años y siete meses. El servicio y su humildad fueron sus armas de trabajo, aún en medio de las dificultades y crisis por las que atravesó la Diócesis de Tabasco en su período.
El 23 de abril de 1942 fundó el primer grupo Scout en Aguascalientes y el 3 de marzo de 1953 La Ciudad de los Niños.

## Primeros años
Nació  el 4 de junio de 1912en la Hacienda "El Lobo", perteneciente al municipio de Loreto (Zacatecas), donde aún radican en el municipio familia directa del Mons. "Antonio Hernández Gallegos", también llamado cariñosamente "Padre Toño" , hijo de Dn. Pablo Hernández y Doña Esther Gallegos. Llevó una relación de fraternidad con sus familiares: Sr. José Martínez Hernández, Sra. María del Carmen Gallegos, Sr. Ramón Gallegos,  Sra. Mariana Gallegos y Sra. Margarita Martínez Gallegos.
Hizo sus primeros estudios en Villa García y Aguascalientes, más tarde descubriendo su vocación Sacerdotal, hizo sus estudios en el Humanístico Seminario de Aguascalientes.
En 1932 por su magnífica conducta y excelentes calificaciones fue becado en la Pontificia Universidad Gregoriana de Roma, Italia. En la misma ciudad de Roma, recibió la ordenación Sacerdotal en la Basílica de San Juan de Letrán de manos del Cardenal Francisco Marchette, el 11 de abril de 1936.
En marzo de 1938 regresó a la Diócesis de Aguascalientes donde fue Vicario cooperador de la Parroquia de San José en la ciudad de Aguascalientes. Más tarde se le dio el cargo de guardián del Templo Expiatorio cargo que desempeñó por 13 años. Fue fundador y director de la "Ciudad de los Niños de Aguascalientes", y vicario general de su Diócesis de Aguascalientes en 1965 y hasta 1967.

## Obispo de Tabasco
El 18 de marzo de 1967, el papa Pablo VI lo nombró el noveno obispo de Tabasco, siendo el primer obispo ordenado en la ciudad de Villahermosa y tomó posesión el 11 de mayo de 1967 ante la presencia del delegado apostólico en México, D. Luigi Raimondi, 14 obispos más, 64 sacerdotes y unos siete mil fieles.
Desde que recibió la noticia forjó su mística de servicio que plasmó como lema de su Episcopado "como el Servidor", lo repetía en palabras y testimonio con toda humildad, en medio de las dificultades y crisis por las que atravesó la Diócesis.
Durante su período, realizó una intensa visita pastoral por todo el estado, luchó por la renovación intelectual y espiritual del Presbiterio, fundó el Seminario Diocesano "Del Señor de Tabasco y de Nuestra Señora de Guadalupe" el 31 de octubre de 1968, y la fundación del Secretario de Evangelización y Catequesis. Desgastó su vida admirablemente con verdadero espíritu evangélico; su sencillez, humildad y corazón le permitieron llegar a toda clase de personas. Llevó una vida de auténtica pobreza y austeridad.

## Fallecimiento
Después de 6 años 5 meses y 10 días de servicio en la Diócesis de Tabasco, el 21 de octubre de 1973, estando en la ciudad de Aguascalientes, sufrió un derrame cerebral que a los pocos días lo llevaría a la muerte en la clínica Guadalupe de la ciudad de San Luis Potosí.
Sus restos están depositados en la "Ciudad de los Niños" en la ciudad de Aguascalientes. El Señor Obispo de la Diócesis de Aguascalientes recientemente ha pedido la aprobación de la Conferencia del Episcopado Mexicano para introducir la causa de beatificación y canonización del Excmo. Sr. Obispo de Tabasco Don Antonio Hernández Gallegos.